# Guldbagge
Guldbagge (pol. Złoty Żuk) – nagroda przyznawana corocznie od 1964 roku przez Szwedzki Instytut Filmowy (Svenska Filminstitutet) za wybitne osiągnięcia w dziedzinie filmu.
Nominowanych wyłania, a następnie drogą głosowania wybiera jury powoływane przez organizacje oraz instytucje powiązane z przemysłem filmowym.
Sama statuetka jest ważącym ok. 1,2 kg, wykonanym z miedzi, pozłacanym i emaliowanym, fantazyjnie ukształtowanym żukiem. Jej projektantem jest Karl Axel Pehrson.

## Kategorie
- film
- film zagraniczny
- film krótkometrażowy
- film dokumentalny
- reżyseria
- scenariusz
- pierwszoplanowa rola męska
- pierwszoplanowa rola kobieca
- drugoplanowa rola męska
- drugoplanowa rola kobieca
- dźwięk
- zdjęcia
- scenografia
- muzyka

## Laureaci

### Laureaci roku 2007
- Film: Do ciebie, człowieku
- Reżyseria: Roy Andersson (Do ciebie, człowieku)
- Aktorka: Sofia Ledarp (Ten, którego kocha)
- Aktor: Michael Segerström (Darling)
- Aktorka drugoplanowa: Bibi Andersson (Rycerz Templariuszy)
- Aktor drugoplanowy: Hassan Brijany (Ett öga rött)
- Scenariusz: Roy Andersson (Do ciebie, człowieku)
- Zdjęcia: Geir Hartly Andreassen (Darling)
- Film zagraniczny: To właśnie Anglia
- Film krótkometrażowy: Hur man gör
- Film dokumentalny: Nunnan

### Laureaci roku 2008
- Film: Uwiecznione chwile
- Reżyseria: Tomas Alfredson (Pozwól mi wejść)
- Aktorka: Maria Heiskanen (Uwiecznione chwile)
- Aktor: Mikael Persbrandt (Uwiecznione chwile)
- Aktorka drugoplanowa: Maria Lundqvist (Himlens hjärta)
- Aktor drugoplanowy: Jesper Christensen (Uwiecznione chwile)
- Scenariusz: John Ajvide Lindqvist (Pozwól mi wejść)
- Zdjęcia: Hoyte van Hoytema (Pozwól mi wejść)
- Muzyka: Matti Bye (Uwiecznione chwile)
- Scenografia: Eva Norén (Pozwól mi wejść)
- Film zagraniczny: Ostrożnie, pożądanie
- Film krótkometrażowy: Kłamstwa
- Film dokumentalny: Maggie w Krainie Czarów
- Dźwięk: Per Sundström (Pozwól mi wejść)

### Laureaci roku 2009
- Film: Millennium: Mężczyźni, którzy nienawidzą kobiet
- Reżyseria: Lisa Siwe (I taket lyser stjärnorna)
- Aktorka: Noomi Rapace (Millennium: Mężczyźni, którzy nienawidzą kobiet)
- Aktor: Claes Ljungmark (Det enda rationella)
- Aktorka drugoplanowa: Anki Lidén (I taket lyser stjärnorna)
- Aktor drugoplanowy: Kjell Bergqvist (Bröllopsfotografen)
- Scenariusz: Ulf Malmros (Bröllopsfotografen)
- Film zagraniczny: Biała wstążka